# 낭산초등학교
낭산초등학교는 대한민국 전북특별자치도 익산시 낭산면 호암리에 있는 공립 초등학교이다.

## 학교 연혁
- 1927년 6월 2일 낭산공립보통학교 개교
- 1938년 4월 1일 낭산공립심상소학교로 개칭
- 1941년 4월 1일 낭산공립국민학교로 개칭
- 1981년 3월 10일 병설유치원 인가
- 1987년 10월 8일 개교 60주년 기념행사 30종 시설
- 1996년 3월 1일 낭산초등학교로 교명 변경
- 2010년 9월 1일 제25대 박무용 교장 부임
- 2014년 2월 14일 제83회 졸업식(총 졸업 7641명)
- 2014년 9월 1일 제26대 한숙경 교장 부임
- 2015년 2월 13일 제84회 졸업식(총 졸업 7646명)
- 2016년 12월 22일 다목적 강당 준공
- 2017년 2월 10일 제86회 졸업식 ( 총 졸업 7659명)

## 학교 상징
- 교화 - 개나리 : 물푸레과의 속하는 낙엽성 교목으로, 이른 봄을 알리는 노란 꽃을 피우며 우리나라 전역에서 자라고 있다.
- 교목 - 느티나무 : 느릅나무과의 낙엽활엽관목으로 둘레4.3m의 느티나무가 있어 우리 학교의 전통을 말해준다.
- 교조 - 까치 : 참새목 까마귀과에 속하며 몸길이 45cm, 날개길이 19~22cm에 광택이 나는 검은색이며 암수같은 빛깔이다.

## 참고 자료
- 낭산초등학교 - 한국교육학술정보원 학교알리미